# Stories Told & Untold
Stories Told & Untold é o décimo segundo álbum de estúdio da banda Bad Company, lançado a 15 de Outubro de 1996. Como o nome denota, é formado por músicas inéditas e regravações de sucessos da banda.

## Faixas
1. "One on One" (Robert Hart/Dave Colwell) - 4:01
2. "Oh, Atlanta" (Mick Ralphs) - 4:08
3. "You're Never Alone" (Robert Hart/Dave Colwell) - 4:38
4. "I Still Believe in You" (Vince Gill/John Barlow Jarvis) - 4.37
5. "Ready for Love" (Mick Ralphs) - 5:02
6. "Waiting on Love" (Robert Hart/Simon Kirke) - 4:32
7. "Can't Get Enough" (Mick Ralphs) - 3:41
8. "Is That All There is to Love" (Robert Hart/Simon Kirke) - 3:33
9. "Love So Strong" (Robert Hart/Dave Colwell/Simon Kirke) - 3:49
10. "Silver, Blue and Gold" (Paul Rodgers) - 3:38
11. "Downpour in Cairo" (Robert Hart/Simon Kirke) - 3:47
12. "Shooting Star" (Paul Rodgers) - 5:18
13. "Simple Man" (Mick Ralphs) - 4:37
14. "Weep No More" (Simon Kirke) - 8:58

## Créditos
- Robert Hart − Vocal
- Mick Ralphs − Guitarra, teclados
- Simon Kirke − Bateria
- Dave Colwell − Guitarra adicional
- Rick Wills − Baixo